# Cornelia Horz
Cornelia Horz (* 11. August 1957 in Dornstetten-Hallwangen) ist eine deutsche Juristin. Von 2017 bis 2022 leitete sie als Präsidentin das Oberlandesgericht Stuttgart. Sie war die erste Frau an der Spitze dieses Gerichts. Zuvor leitete sie als Präsidentin schon die Landgerichte in Ravensburg und Stuttgart.

## Ausbildung
Horz wuchs im Dornstettener Ortsteil Hallwangen auf. Bereits mit 13 Jahren wollte sie Richterin werden: In Fernsehsendungen hatte sie die juristische Lösung von Konflikten gesehen, und das hatte ihr Interesse geweckt.
Cornelia Horz absolvierte nach dem Abitur zunächst eine Ausbildung zur Rechtspflegerin. Nachdem sie kurz als Justizinspektorin beim Amtsgericht Stuttgart tätig gewesen war, begann sie an der Universität Tübingen das Studium der Rechtswissenschaften, welches sie nach 7 Semestern mit dem Ersten Staatsexamen abschloss.

## Karriere
Nach dem erfolgreichen Zweiten Staatsexamen trat sie mit Wirkung vom 2. März 1987 in den höheren Justizdienst des Landes Baden-Württemberg ein. Nach Stationen am Landgericht Ulm, der Staatsanwaltschaft Stuttgart und dem Amtsgericht Stuttgart-Bad Cannstatt erfolgte 1990 ihre erste Abordnung an das baden-württembergische Justizministerium. Zu ihrem Aufgabenbereich gehörten das Miet- sowie das Kosten- und Gebührenrecht, später auch Grundsatzfragen der Dienstaufsicht und Disziplinarangelegenheiten.
Im Oktober 1994 wechselte Cornelia Horz als Richterin an das Landgericht Stuttgart, an dem sie bis 1997 tätig war. In dieser Zeit erfolgte auch eine Erprobung am Oberlandesgericht Stuttgart. Mit Wirkung vom 23. Dezember 1997 wurde sie zur Richterin am Oberlandesgericht ernannt; damit war der Wechsel an dieses Gericht verbunden. Am OLG war sie unter anderem für die Ausbildung der Rechtsreferendare zuständig. 1999 erfolgte wiederum ein Wechsel ins Justizministerium, wo Horz als Ministerialrätin für die Leitung der Referatsgruppe Zivilrecht verantwortlich war und 2003 auch zur Präsidentin des Landesprüfungsamtes ernannt wurde. 2007 wechselte sie an das Landgericht Ravensburg, wo sie im November des Jahres zur Landgerichtspräsidentin ernannt wurde. Schon knapp zwei Jahre später wechselte Horz erneut nach Stuttgart; dort wurde sie mit Wirkung vom 1. August 2009 zur stellvertretenden Präsidentin des Oberlandesgerichtes berufen.
2013 wurde sie Präsidentin des Landgerichts Stuttgart. Als solche übernahm sie zahlreiche Aufgaben in der Justizverwaltung, etwa die Dienstaufsicht über die Richter und Beschäftigten des Landgerichts (2013 insgesamt 336 Mitarbeiter, davon 165 Richter, davon 64 Kammervorsitzende), der Direktoren-Amtsgerichte und der Notariate im Landgerichtsbezirk. Außerdem führte Cornelia Horz den Vorsitz der für Beschwerden bzw. Berufungen zuständigen 1. und 3. Zivilkammer des Landgerichts Stuttgart.
Mit Wirkung vom 25. Februar 2013 übernahm sie als Präsidentin die Leitung des mit Abstand größten Landgerichtes des Landes Baden-Württemberg, des Landgerichts Stuttgart. Damit trug sie die Personalverantwortung für mehr als 5000 Menschen. Zum 5. Oktober 2017 wurde Horz die Ernennungsurkunde zur Präsidentin des Oberlandesgerichtes Stuttgart von Justizminister Guido Wolf überreicht. Sie war damit die erste Frau an der Spitze des Stuttgarter Oberlandesgerichtes. Am 31. Mai 2022 trat sie in den Ruhestand. Bei ihren letzten drei Präsidentenämtern in Ravensburg und Stuttgart wurde Horz jeweils Nachfolgerin von Franz Steinle.

## Engagement
2018 belasteten die Diesel-Abgasaffäre sowie Staatsschutzverfahren die Senate des Oberlandesgerichts Stuttgart stark. Die Zahl der Berufungsverfahren bei Zivilstreitigkeiten stieg gegenüber dem Vorjahr um über 35 Prozent und lag so hoch wie in den vergangenen zehn Jahren nicht. Schwierige Verhältnisse gab es auch bei den Verfahren um Terrorismus und Kriegsverbrechen wegen der hohen Anforderungen an Sicherheit und Personal. Der Landtag bewilligte daraufhin die Mittel für einen weiteren Staatsschutzsenat.
Im Januar 2019 wurde die Dauerausstellung NS-Justiz in Stuttgart im Landgericht Stuttgart eröffnet. Für dieses Projekt hatte Cornelia Horz sich mehrere Jahre in einer Arbeitsgemeinschaft eingesetzt.
In einem Brief an das baden-württembergische Justizministerium vom 22. Mai 2020 warnte Cornelia Horz, dass die jüngste Novelle der Straßenverkehrsordnung grobe Fehler enthalte, die zur Unwirksamkeit führen könnten. Sie sagte zudem eine Klagewelle voraus und forderte vom Bundesverkehrsministerium eine umgehende Korrektur der fehlerhaften Regelung.

## Ämter und Mitgliedschaften
- Seit 2015: Mitglied der Gips-Schüle-Stiftung[14]